# Monumento a Colón (Salamanca)
El monumento a Cristóbal Colón de Salamanca es obra del escultor zamorano Eduardo  Barrón González. Se encuentra en el centro de los jardines de la plaza de Colón de la ciudad.
En el siglo XIX coincidiendo con las celebraciones del IV centenario del descubrimiento de América  diversas ciudades de España decidieron levantar un monumento conmemorativo del acontecimiento. El monumento salmantino se inauguró el 9 de septiembre de 1893.
Muestra al descubridor sobre un pedestal, con un globo terráqueo en las manos y a sus pies las cartas de navegación. El pedestal es también posee en un lateral un medallón con Fray Diego de Deza, en otro lado muestra la imagen de Isabel I de Castilla.
Su postura del almirante, señalando con el dedo hacia el oeste, generó una coplilla popular:

¿Hacia dónde apunta Colón?

A la calle de Pan y Carbón.